# Poplar-Cotton Center
Poplar-Cotton Center – jednostka osadnicza w Stanach Zjednoczonych, w stanie Kalifornia, w hrabstwie Tulare.